# 白金漢門

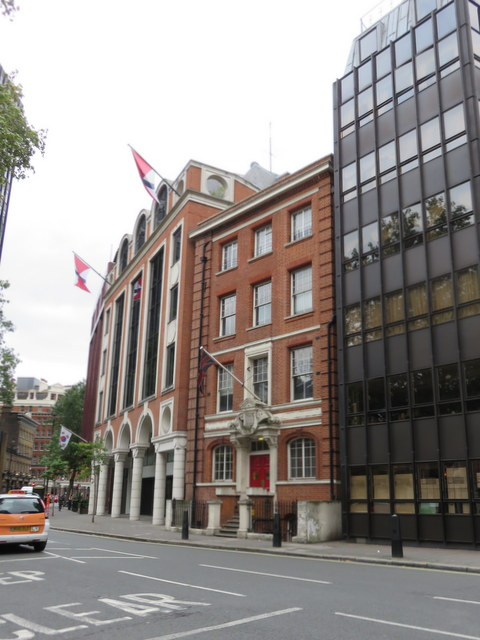
白金漢門建築物

白金漢門（Buckingham Gate），是英格蘭倫敦威斯敏斯特的一條街道，靠近白金漢宮。

## 位置
該街道西北端與白金漢宮路和鳥籠步道（街道）相交，正對著白金漢宮。 東南端與維多利亞街相交，續行稱為砲兵橫街。惠靈頓軍營位於街道北段的東北側。該街道被指定為B323公路的一部分。

## 交通
最近的倫敦地鐵站是倫敦維多利亞車站和聖詹姆斯公園地鐵站，兩者都靠近街道的東南端。

## 歷史
白金漢門訓練大廳位於59號，是倫敦蘇格蘭（團）（1886-1985）的兵團總部。這裡也是1912年英國沉船專員鐵達尼號沉沒調查的地點。

## 大使館
這條街道上有許多外交機構：
- 20號：史瓦濟蘭高級委員會
- 60號：韓國大使館
- 75-88號：北馬其頓大使館

## 商業
- 51號：泰姬陵白金漢門酒店，這是一家五星級酒店。
- 59號：太古集團。
- 62號：勞斯萊斯集團PLC總部。